# 820-ті
Раннє Середньовіччя •  Епоха вікінгів •  Золота доба ісламу •  Реконкіста

## Геополітична ситуація
У Східній Римській імперії правили Михаїл II Травл та Феофіл. Франкським королівством правив Людовик Благочестивий. Північна частина Апеннінського півострова належала Каролінзькій імперії, Папа Римський управляв Римською областю, на південь від неї існувало кілька незалежних герцогств, Візантія зберігала за собою деякі території на півночі та півдні Італії. Більшу частину Піренейського півострова займав Кордовський емірат, на північному заході лежало християнське королівство Астурія. Вессекс підкорив собі більшу частину Англії. Існували слов'янські держави Перше Болгарське царство, Моравське князівство та Нітранське князівство.
В арабському халіфаті тривало правління Аббасидів, в Магрибі та Іспанії існували незалежні мусульманські держави. У Китаї тривало правління династії Тан. Буддійська держави Пала охоплювала значну частину Індії. В Японії тривав період Хей'ан. У степах між Азовським морем та Аралом існував Хазарський каганат. Степи на північ від Китаю займає Уйгурський каганат, тюрки мігрували на захід.
На території лісостепової України в IX столітті літописці згадують слов'янські племена білих хорватів, бужан, волинян, деревлян, дулібів, полян, сіверян, тиверців, уличів. У Північному Причорномор'ї співіснують різні кочові племена, зокрема булгари, хозари, алани, авари, тюрки, угри, кримські готи. Херсонес Таврійський належить Візантії.

## Події
- Відбулося об'єднання Англії під правлінням Вессексу. Власне, саме з цих часів країна почала називатися Англією. Центральною фігурою в об'єднанні був король Вессексу Егберт. Основним супротивником Вессексу була Мерсія. Егберт розбив її сили 825 року, а 829 року завоював її.
- 823 року візантійський василевс Михаїл II Травл за допомогою булгарів придушив повстання Фоми Слов'янина. 829 року Михаїл II помер, і в імперії розпочалося правління його сина Феофіла. Політика іконоборства, яке дещо стихло за Михаїла, знову відновилася.
- Наприкінці десятиліття в Каролінзькій імперії почалася смута, пов'язана з порядком спадкування. Імператор Людовик Благочестивий одружився вдруге, нова дружина народила сина. Оскільки порядок успадкування імперії був затверджений ще 817 року, новий син, Карл, залишився без земель. Імператор віддав йому частину земель, забравши їх в іншого сина Лотара. Це викликало бунт синів, які тимчасово усунули батька від правління.
- Хорватське повстання проти франків, яке очолив Людовит Посавський, зазнало поразки 822 року. Однак незабаром булгари захопили Славонію, і хорвати вийшли з-під франкського правління.
- Вперше згадуються в літописах Моравське князівство та Нітранське князівство.
- 824 — кінець понтифікату Папи Пасхалія I.
- 824—827 — понтифікат Папи Євгенія II.
- 827 — понтифікат Папи Валентина.
- 827 — початок понтифікату Папи Григорія IV.